# Brekovský hradný vrch
Brekovský hradný vrch este o arie protejată (arie specială de conservare — SAC, sit de importanță comunitară — SCI) din Slovacia întinsă pe o suprafață de 29,62 ha, integral pe uscat.

## Localizare
Centrul sitului Brekovský hradný vrch este situat la coordonatele 48°54′05″N 21°50′01″E / 48.901525°N 21.833494°E.

## Înființare
Situl Brekovský hradný vrch a fost declarat sit de importanță comunitară în aprilie 2004 pentru a proteja 12 specii de animale. Situl a fost protejat și ca arie specială de conservare în martie 2004.

## Biodiversitate
Situată în ecoregiunea alpină, aria protejată conține 6 habitate naturale: Tufărișuri subcontinentale peripanonice, Fânețe de joasă altitudine (Alopecurus pratensis, Sanguisorba officinalis), Pante stâncoase calcaroase cu vegetație casmofită, Pajiști uscate seminaturale și facies de acoperire cu tufișuri pe substraturi calcaroase (Festuco-Brometalia) (* situri importante pentru orhidee), Formațiuni de Juniperus communis pe lande sau pajiști calcaroase, Peșteri inaccesibile publicului.
La baza desemnării sitului se află mai multe specii protejate:
- mamifere (7): liliac cârn (Barbastella barbastellus), liliac cu urechi mari (Myotis bechsteinii), liliac cu urechi de șoarece (Myotis blythii), liliac cărămiziu (Myotis emarginatus), liliac comun (Myotis myotis), liliacul mare cu potcoavă (Rhinolophus ferrumequinum), liliacul mic cu potcoavă (Rhinolophus hipposideros)
- nevertebrate (5): Carabus variolosus, croitorul mare al stejarului (Cerambyx cerdo), Euplagia quadripunctaria, Isophya stysi, fluturele purpuriu (Lycaena dispar)

Pe lângă speciile protejate, pe teritoriul sitului au mai fost identificate 4 specii de plante, 10 specii de mamifere, 1 specie de nevertebrate, 1 specie de reptile.